# Сант'Анджело ди Броло
Сант'А̀нджело ди Бро̀ло (на италиански: Sant'Angelo di Brolo; на сицилиански: Sant'Àncilu Brolu, Сант'Анчилу Бролу) е малко градче и община в Южна Италия, провинция Месина, автономен регион и остров Сицилия. Разположено е на 314 m надморска височина. Населението на общината е 3300 души (към 2011 г.).